# 그루포 빔보
그루포 빔보(스페인어: Grupo Bimbo)는 멕시코의 식품 기업이다. 원래 한국에서는 인지도가 없었으나 2017년 미국 제빵업체인 East Balt를 인수하면서 러시아, 튀르키예 등과 함께 진출하였다.
현재 한국 기준으로 맥도날드와 맘스터치 등에 햄버거용 빵을 공급한다.

## 같이 보기
- 멕시코의 경제